# Krześnica
Krześnica (do 1945 niem. Wilkersdorf) – wieś w Polsce położona w województwie zachodniopomorskim, w powiecie myśliborskim, w gminie Dębno. Według danych z 2023 miejscowość liczyła 364 mieszkańców.
Wieś znajdowała się od 1 połowy XIII w. na uposażeniu chwarszczańskich templariuszy i następnie joannitów, od około 1250 na terytorium powstałej Nowej Marchii. Od 1540 Krześnica wchodziła w skład domeny elektora brandenburskiego w Chwarszczanach, następnie stanowiła majątek państwowy do 1945 Od 1945 leży w granicach Polski.

## Nazwa
Niemiecka nazwa Willekinesdorf//Wilkersdorf wywodzona jest od:
- imienia preceptora zakonu templariuszy w Niemczech i Polsce Widekinda (Widekinusa), którego imię występuje w dokumencie z 31.12.1262 wydanym w Torgelow i jest tłumaczone w tym przypadku jako Willekin; oboczność w nazwie wynika z oboczności imienia Willekin//Wilker (< Wille),
- + -dorf „wieś”.

Niektórzy historycy negują tłumaczenie imienia preceptora Widekind (Widekinus) jako Willekin. Ponadto, Widekind był zwierzchnikiem całej prowincji (Niemcy i Polska) i rezydował nie w Chwarszczanach (które zostały wydzielone z przeoratu niemieckiego w 1291), lecz w Niemczech.
Nazwa na przestrzeni wieków: Willekinesdorp 1262; Willikinsdorf 1295; Wilkersdorff 1460; Wilkersdorf 1822; Wilkersdorf do 1945. Nazwa Krześnica, nadana po 1945 jest rekonstrukcją nazwy pobliskiego strumienia – Kreisnitz, bądź Krustniz.
Niektóre źródła niepoprawnie identyfikują Krześnicę ze wsią Velikavetz, wymienianą w 1232 w nadaniach Władysława Odonica na rzecz templariuszy – jest to Wielowieś. Około 1930 Helmut Lüpke zlokalizował miejsce po dawnej komandorii niedaleko dawnego młyna Tempels Klein Mühle opodal Wielowsi; potwierdzili to następnie Hubert Ludat (1931) oraz A. Łosińska i M. Nowacki (1993).

## Położenie
Wieś położona jest 8 km na płd.-wsch. od Kostrzyna nad Odrą.
Zgodnie z podziałem fizycznogeograficznym Polski według Kondrackiego teren, na którym położony jest Krześnica należy do prowincji Niziny Środkowoeuropejskiej, podprowincji Pojezierza Południowobałtyckiego, makroregionu Pojezierze Południowopomorskie oraz w końcowej klasyfikacji do mezoregionu Równina Gorzowska.

## Historia
- VIII-poł. X w. – w widłach Odry i dolnej Warty znajduje się odrębna jednostka terytorialna typu plemienneg, prawdopodobnie powiązana z plemieniem Lubuszan. Na północy od osadnictwa grupy cedyńskiej oddzielały ją puszcze mosińska (merica Massen) i smolnicka (merica Smolnitz). Mieszkańcy zajmowali się gospodarką rolniczo-hodowlaną
- 960–972 – książę Mieszko I opanowuje tereny nadodrzańskie, obejmujące obręb późniejszej kasztelani cedyńskiej, ziemię kiniecką i kostrzyńską
- 1005 (lub 1007) – Polska traci zwierzchność nad Pomorzem, w tym również nad terytorium w widłach Odry i dolnej Warty
- 1112-1116 – w wyniku wyprawy Bolesława Krzywoustego, Pomorze Zachodnie uznaje zwierzchność lenną Polski
- Pocz. XIII w. – obszar na północ od linii Noteci-dolnej Warty i zachód od Gwdy w dorzeczu Myśli, Drawy, środkowej Iny, stanowi część składową księstwa pomorskiego; w niewyjaśnionych okolicznościach zostaje przejęty przez księcia wielkopolskiego Władysława Laskonogiego, a następnie jego bratanka, Władysława Odonica
- 1250 – margrabiowie brandenburscy z dynastii Askańczyków rozpoczynają ekspansję na wschód od Odry; z zajmowanych kolejno obszarów powstaje z czasem Nowa Marchia
- 31.12.1262 – wzmianka w dokumentach templariuszy pod nazwą Willekinesdorp; Jan i Otton z dynastii askańskiej zawierają ugodę z Widekindem (Widekinusem), mistrzem templariuszy w Niemczech i krajach słowiańskich, na mocy którego templariusze w zamian za zrzeczenie się praw do miejscowości leżących przy drodze do Gorzowa (oppidum – prawdopodobnie przedlokacyjna osada targowa pod Kostrzynem, Kłośnica, Warniki, Dąbroszyn, Pudignowe i Witnica) oraz dóbr komandorii w Myśliborzu, otrzymują potwierdzenie posiadania komandorii chwarszczańskiej wraz z dziesięcioma wsiami (Bogusław, Carkzowe?, Cychry, Dargomyśl, Dębno, Gudzisz, Krześnica, Nyvik?, Oborzany, Sarbinowo). Formą zadośćuczynienia jest dodatkowo wieś Kaleńsko w ziemi kostrzyńskiej, będąca wcześniej w posiadaniu rycerskim[12].
- 02.05.1312 – rozwiązanie zakonu templariuszy bullą Ad providam papieża Klemensa V
- 1312 – posiadłości templariuszy na obszarze Marchii zajmują margrabiowie brandenburscy
- 1318 – w układzie zawartym w Cremmen, negocjowanym przez przedstawicieli przeora niemieckiego Pawła z Modeny i Leonarda de Tiburtis, margrabiowie brandenburscy potwierdzili joannitom posiadanie dóbr templariuszy
- 1320-1323 – po wygaśnięciu dynastii askańskiej, Nowa Marchia przejściowo przechodzi we władanie książąt pomorskich
- 1323 – władzę w Nowej Marchii obejmują Wittelsbachowie
- 02.04.1335 – w Chwarszczanach wymienia się joannitów jako właścicieli[13]
- 1402-1454/55 – ziemie Nowej Marchii pod rządami zakonu krzyżackiego.
- 1433-34 – zbrojne najazdy dokonane przez wójta krzyżackiego Henryka von Rabenstein na dwór chwarszczański i konfiskata mienia komandorii
- 1434 – zaangażowanie w spór najwyższych władz świeckich i kościelnych kończy spór komandorii chwarszczańskiej z zakonem krzyżackim wydaniem wyroku korzystnego dla joannitów
- 1535-1571 – za rządów Jana kostrzyńskiego Nowa Marchia staje się niezależnym państwem w ramach Świętego Cesarstwa Rzymskiego
- 1538 – margrabia Jan kostrzyński oficjalnie wprowadza na terenie Nowej Marchii luteranizm jako religię obowiązującą
- 15.06.1540 – komandoria Chwarszczany przejęta przez margrabiego Jana z Kostrzyna od joannitów, którzy zostają zmuszeni do przeniesienia konwentu do Świdwina. W Chwarszczanach zorganizowano siedzibę domeny państwowej, w skład której wchodzi również wieś Krześnica
- 1629 – jako lennik wsi Krześnica występuje Kurt von Stör[14]
- 1618-1648 (wojna trzydziestoletnia) – zniszczenia wsi w wyniku działań wojennych; kilkukrotnie grabiona przez wojska cesarskie, jak i szwedzkie
- 1632 – kościół staje się filialnym parafii w Sarbinowie[14]
- 1701 – powstanie Królestwa Prus
- 1718 – wieś liczy 16 pełnych gospodarzy, 12 zagrodników, którzy uprawiają 45 łanów ziemi. Folwark liczy 12 łanów. We wsi są 2 karczmy[14]
- 15.08.1758 – Krześnica zostaje spalona (34 domy, 31 stodół i 41 stajni) przez pustoszące okolice oddziały rosyjskie (kozaków)[14]
- 25.08.1758 – prusko-rosyjska bitwa pod Sarbinowem (Zorndorf); zniszczeniu ulega kościół i pozostałe zagrody wiejskie
- Po 1758 – odbudowa wsi. Fryderyk II z kasy domeny chwarszczańskiej nakazuje wyasygnować na pomoc 1604 talary. Podniesiona ze zniszczeń wieś dzieli się na „przednią” i „tylną”, zamieszkuje ją 20 chłopów i 50 zagrodników oraz liczy ona pewną liczbę małych gospodarstw[14].

| Niemiecka nazwa                   | Obiekt  | Położenie          | Polska nazwa |
| --------------------------------- | ------- | ------------------ | ------------ |
| Chausseekolonie (Neu Wilkersdorf) | kolonia | 3 km na płd.-wsch. | Krześniczka  |

- 1806-1807 – Nowa Marchia pod okupacją wojsk napoleońskich; na mocy traktatu w Tylży w dniu 12.07.1807 wojska francuskie opuszczają terytorium państwa pruskiego z wyjątkiem niektórych ważniejszych twierdz, pod warunkiem spłaty bądź zabezpieczenia nałożonej na Prusy kontrybucji wojennej
- 1807-1811 – reformy gospodarcze Steina- Hardenberga dotyczące zniesienia poddaństwa chłopów w Prusach
- 1815-1818 – reformy administracyjne Prus zmieniają strukturę Nowej Marchii; wieś należy do powiatu Kostrzyn, w rejencji frankfurckiej, w prowincji brandenburskiej
- 1836 (1839) – w związku z likwidacją powiatu Kostrzyn[16], wieś przechodzi do powiatu Chojna, w rejencji frankfurckiej, w prowincji brandenburskiej
- 1871-1918 – Nowa Marchia w ramach zjednoczonej Drugiej Rzeszy Niemieckiej
- 1890-1892 – zbudowany zostaje nowy kościół
- 1900 – wieś posiada 2000 mórg ziemi, domena państwowa również około 2000 mórg, zaś 300 mórg jest własnością kościelną[14]
- 1927 – Krześnica opisana w katalogu zabytków powiatu chojeńskiego; liczy 877 mieszkańców, 1529 ha powierzchni, dobra folwarczne 39,5 ha z zatrudnieniem 151 osób. Razem we wsi zamieszkiwało 1028 mieszkańców
- 31.01.1945 – zajęcie przez wojska 2 Armii Pancernej 1 Frontu Białoruskiego. Zniszczeniu ulega kościół.

| Właściciel                                                                             | Lata      |
| -------------------------------------------------------------------------------------- | --------- |
| Zakon Templariuszy                                                                     | 1232-1312 |
| Margrabiowie brandenburscy                                                             | 1312-1318 |
| Zakon Joannitów                                                                        | 1318-1540 |
| Margrabiowie brandenburscy, królowie Prus, państwo niemieckie [w domenie Chwarszczany] | 1540-1945 |

## Ludność
Ludność w ostatnich 3 stuleciach:

## Gospodarka
Struktura działalności gospodarczej na dzień 31.10.2004:
| Dział     | Ilość |
| --------- | ----- |
| Produkcja | 1     |
| Transport | 1     |
| Handel    | 1     |
| Usługi    | 1     |

W Krześnicy funkcjonują 63 gospodarstwa rolne o łącznej powierzchni 835,95 ha, nastawione na produkcję zbóż (żyto, pszenica, owies, jęczmień i pszenica) oraz hodowlę trzody chlewnej i bydła. Jest to rolnictwo tradycyjne, brak jest gospodarstw nastawionych na produkcję ekologiczną.
Struktura gospodarstw indywidualnych:
| Użytki rolne | Pow. w ha |
| ------------ | --------- |
| Orne         | 764,78    |
| Zielone      | 56,89     |
| Lasy         | 0,15      |
| Razem        | 821,82    |

Powierzchnia gospodarstw:
| Pow. w ha | Ilość |
| --------- | ----- |
| 1-5       | 24    |
| 5-10      | 14    |
| 10-20     | 16    |
| 20-50     | 5     |
| 50-100    | 3     |
| >100      | 1     |

## Organizacje i instytucje
- Sołectwo Krześnica – ogół mieszkańców wsi Krześnica stanowi Samorząd Mieszkańców Sołectwa
- Ochotnicza straż pożarna – założona 6 kwietnia 1946 przez Mikołaja Strelczuka, następnie naczelnika OSP (do 1950)
- Stowarzyszenie Gospodyń Wiejskich w Krześnicy – założone 3 marca 1948 przez Leokadię Morawską, następnie przewodniczącą (rolniczka, żona osadnika wojskowego); koło liczyło 16 członkiń. Kolejne przewodniczące: 1969-70 Barbara Małek, 1970-73 Mariannę Kożuszek, 1973-1985 Alina Zagórowska, 1985-1988 Maria Nowak, 1988-? Zofia Płońska,?-1998 Bożena Szczepaniak, 1998-obecnie Maria Zagorowska. Celem działalności jest wypożyczanie sprzętu gospodarstwa domowego, organizowanie imprez okolicznościowych dla społeczności wiejskiej. 29 września 2000 koło zostało zarejestrowane jako „Stowarzyszenie Gospodyń Wiejskich w Krześnicy”.

## Edukacja
Dzieci uczęszczają do szkoły podstawowej w Sarbinowie, natomiast młodzież do Gimnazjum Publicznego w Dębnie lub Smolnicy.
Szkoła Podstawowa w Krześnicy powstała w 1946 w budynku nr 33, w systemie 3-klasowym, następnie 4-klasowym do 1960, potem 8-klasowym. Ze względu na powiększenie liczby uczniów, zajęcia prowadzono w 3 budynkach. W 1950 do szkoły uczęszczało 85 uczniów, nauczało 5 nauczycieli. Długoletnim dyrektorem był Aleksander Braczkowski. Po jego przejściu na emeryturę w 1972 dyrektorem szkoły została Gabriela Migdał. Szkołę zlikwidowano w 1976, a uczniów przeniesiono do szkoły w Sarbinowie.

## Atrakcje turystyczne
- Kaplica pw. Matki Bożej Królowej Polski – dawna kaplica cmentarna, poświęcona jako kościół 15.06.1974, odnowiona w 2003

Średniowieczny kościół znajdował się na wschód od cmentarza. Rozebrany, na jego miejscu w latach 1890–1892 zbudowano nową świątynię z głazów narzutowych, która istniała do 1945 W czasie działań wojennych częściowo zburzona, uszkodzona została wieża i pokrycie dachowe. Kościół nie został odbudowany.